# 神尾晉一郎
神尾晉一郎（日语：／ Kamio Shin'ichirō，1982年1月13日—），日本男性配音員、演員、DJ、魔術師。出身於北海道札幌市。作為配音員，隸屬於81 Produce。作為演員，隸屬於劇團丸福Bombers。純文學與音樂相結合的組合「KATARI」成員。身高176cm。A型血。

## 經歷
神尾晉一郎自研究所畢業後，在一家公司找到了一份銷售工作。他在辦公室工作期間，他覺得自己更適合「成為一件商品，推銷自己」，於是決定以配音員為目標。
同時，他也開始從事魔術師的工作，在各種活動和魔術酒吧磨練自己的技能和演講能力。
他畢業於娛樂傳媒綜合學院。
2012年5月22日，他加入81 Produce，開始從事配音工作。同時，他加入劇團丸福Bombers，開始擔任演員。
2019年，他以《催眠麥克風》一角獲得了第13屆聲優Awards歌唱獎。

## 人物
高中畢業後，他在波士頓留學學習外語。
大學時期，他是拳擊社的成員。對格鬥技產生興趣，目前正在學習卡波耶拉。
興趣、特長：魔術（職業）、模仿、拳擊、巴西弓弦琴、閱讀、卡波耶拉、看電影、料理。
他經常擔任與遊戲《偶像夢幻祭》相關網路節目的主持人。

## 演出
粗體字表示主要角色。

### 電視動畫
2013年
- 島耕作的亞洲立志傳（日语：島耕作のアジア立志伝）（前田進）
- 超速變形螺旋傑特（Eraser 666[12]）

2014年
- 劍靈（憲兵B）

2017年
- 戰鬥陀螺Burst 神（裁判／紐約裁判）
- 梵諦岡奇蹟調查官（食品男、白面紗）

2018年
- 廢柴王子 ANIME CARAVAN（日语：DAME×PRINCE）（士兵A）
- POP TEAM EPIC（2018年—2019年，約翰·K、Magma Mixer村田、KING E）1系列 + 特別篇
- 銀魂.（鎮民）
- 未來卡片 神戰鬥夥伴（主持人）
- 棒球大聯盟2nd（主裁判）
- 森貝兒家族 迷你劇場（2018年—2020年，奶兔爸爸／亞歷克斯先生、獅子先生、楓貓爸爸／西奧多先生、棉花糖老鼠爸爸／伯納德先生）3系列[系列 1]
- 天空與海洋之間（秘書）

2019年
- FAIRY TAIL魔導少年（卡里姆）
- 同居人時而在腿上，時而跑到腦袋上。（SHIPPUMAN）
- 拾又之國（主持人）
- 爆丸5星域爭霸（2019年—2020年，部下A、丁夫、褪色忍者、溫頓的父親、Cubbo 等）
- 偶像夢幻祭！（鬼龍紅郎[13]）
- 為了女兒，我說不定連魔王都能幹掉。（法爾、柯爾奈略師父）
- 卡片鬥爭!! 先導者 (2018年版)（2019年—2020年，藤浪托諾利[14]、光星戰士 銀拳）2系列[系列 2]
- 毛球剛次郎（日语：けだまのゴンじろー）（指壓ATSUSHI）
- 非洲的動物上班族（角馬島、老虎機的聲音）

2020年
- 空挺Dragons（空中海賊、大型船捕龍士）
- 索斯機械獸WILD ZERO（理查茲）
- 『催眠麥克風 -Division Rap Battle-』Rhyme Anima（2020年—2023年，毒島梅森理鶯[15]）2系列[系列 3]
- 成年人不懂如何戀愛！（日语：大人にゃ恋の仕方がわからねぇ!）（戶倉孝太郎[16]）[注 1]

2021年
- IDOL Survival（日语：アイドールズ!）（置物[17]、公安26:00旁白）
- 約定的夢幻島（孫居[18]）
- 魔卡派對（2021年—2022年，旁白、米茲熊[19]、雜技螞蚱[20]）
- 灼熱卡巴迪（奏和社員2、奏和社員、伴伸賢[21]）
- 藍色時期（戀窪[22]）

2022年
- ORIENT 東方少年（武田武士團副團長）
- 這個不能播！（拉麵、音效、上出D）
- 古見同學是溝通魯蛇。（片居誠[23]）
- 邪神與廚二病少女X（解說員）
- 因為是反派大小姐所以養了魔王（琉克[24]）
- 孤獨搖滾！（宇宙解說）

2023年
- 大雪海的卡納（特拉納達）
- BLUE LOCK 藍色監獄（李奧納多·路納[25]）
- HIGH CARD 至高之牌（2023年—2024年，士兵、路易斯·四地）2系列[系列 4]
- 魔法使的新娘 SEASON2（人狼〈男〉2系列[系列 5]
- 黑暗集會（教師）
- 不死少女的謀殺鬧劇（雷諾·史汀哈德[26]）
- 決鬥大師WIN 決鬥學園篇（2023年—2024年，富轟皇戈爾吉尼·袁·蓋爾）
- 撿走被人悔婚的千金，教會她壞壞的幸福生活（約爾[27]）
- 屍體如山的死亡遊戲（赴火之蟲）

2024年
- 藥師少女的獨語（長男）
- 魔法科高中的劣等生 第3期（八百坂教務主任）
- 哎咕島消失的舔甜歌姬（魔法師[28]）
- 我要【招架】一切～反誤解的世界最強想成為冒險家～（藍迪烏斯）
- 擅長逃跑的殿下（四宮左衛門太郎）

2025年
- 青之驅魔師 終夜篇（葉列彌亞·烏齋）
- 雖然是公會的櫃檯小姐，但因為不想加班所以打算獨自討伐迷宮頭目（龍）

### 電影動畫
- 圓喜門（2018年，店員[29]）
- PEACE MAKER鐵（2018年，隊士）2作品
- 劇場版 幼女戰記（2019年，士兵）
- 劇場版 七大罪：被光詛咒的人們（2021年，達布茲[30]）
- THE FIRST SLAM DUNK（2022年，流川楓[31]）

### OVA
- 鐘錶人（2013年，鐘錶人）
- Fate/Grand Carnival（2021年，杜木茲[32]）
- 熱鬥小馬 Blu-ray BOX 特典影片「無盡的挑戰!!」（2022年，閃電戰[33]）

### 網路動畫
- 爆丸 裝甲聯盟（2020年—2021年，警備員隊長、褪色忍者、裁判A、出資人、溫頓的父親）
- 峰岸先生就是想餵食大津先生（日语：峰岸さんは大津くんに食べさせたい）（2020年，峰岸先生[34]）
- 爆丸7 Geogan Rising（2021年，Cubbo、Viperagon）
- 爆丸Evolutions（日语：爆丸エボリューションズ）（2022年，Cubbo）
- 爆丸Legends（日语：爆丸レジェンズ）（2023年，Cubbo）
- 拳願阿修羅（2023年，龍盿）
- T·P時光特警（2024年，菲利普迪斯）
- BULLET/BULLET（2025年，天婦羅壽司丸[35]）

### 遊戲
2015年
- 偶像夢幻祭！（2015年—2020年，鬼龍紅郎[36]）

2017年
- 在異世界開咖啡廳。（日语：異世界でカフェを開店しました。）（保羅·契斯特[37]）

2018年
- CRYSTAR（戶增恐介[38]）

2019年
- Op8♪（藤俊介）
- 幻獸契約Cryptract（日语：幻獣契約クリプトラクト）（塞路爾）
- STELLAVIS（奧登·伊萊恩[39]）
- 三國烈霸（關羽、顏良 等）
- 英雄樂園（小井岳緑里）
- Fate/Grand Order（2019年—2023年，君士坦丁十一世、杜木茲[40]）
- 社長，戰鬥的時間到了！（拉瓦爾[41]）
- 決鬥大師 PLAY'S（2019年—2020年，憤怒的猛將代達羅斯、勇神兵埃克索里烏斯、炎之鬃、黑神龍索爾佛、爆龍兵行進突擊、綠神龍亨里斯托瓦爾）
- 美男吸血鬼（約翰·喬治·浮士德）

2020年
- 亞克傳承R（日语：アークザラッド R）（朱雀）
- 偶像夢幻祭!! Basic／Music（2020年—2023年，鬼龍紅郎[42]）2作品
- 催眠麥克風 -Alternative Rap Battle-（2020年—2023年，毒島梅森理鶯[43]）
- 格鬥天王 for GIRLS（七枷社[44]）
- 英雄王國（巴塞洛繆[45]）
- 幻想大陸戰記：盧納基亞傳說（達利安[46]）
- SHOW BY ROCK!! Fes A Live（朧[47]）
- 食王者（日语：タベオウジャ）（系統聲音、夜王MEGA盛死亡麥克斯[48]）

2021年
- 蓋伊傳說（馬克斯[49]）
- JACKJEANNE（日语：ジャックジャンヌ）（田中右宙為[50]）
- 惡魔執事與黑貓（日语：悪魔執事と黒い猫）（伯斯奇·阿里納斯[51]）
- 罪惡王權（神宮優悟[52]）
- 勇者鬥惡龍X 天星的英雄們 Online（坎蒂斯、飢餓獵人[53]）
- 棕色塵埃（日语：ブラウンダスト）（史庫萊姆[54]）

2022年
- 怪物彈珠（2022年—2024年，溫耶特里西[55]、巴飛克[56]、迪托里塔斯[57]）
- 勇者鬥惡龍X 覺醒的五種族 Online（奧連）
- 英雄傳說 黎之軌跡 II -CRIMSON SiN-（高讓[58]）

2023年
- 怪獸宇宙（吉爾庫夫）

2024年
- 問答RPG 魔法使與黑貓維茲（傀楞伽[59]）
- 百英雄傳（摩里亞斯[60]）
- 世界計畫 繽紛舞台！ feat.初音未來（鬼島大吾）
- 絕區零（安東·伊萬諾夫[61]）
- 碧藍幻想（派森〈甘達塔〉）

### 廣播劇CD
- JAZZ-ON!（2019年—2022年，九鬼曉[62][63]）
- 催眠麥克風 -Division Rap Battle-（日语：ヒプノシスマイクのディスコグラフィ）（2017年—，毒島梅森理鶯）
- 淡海乃海 水面動盪之時（日语：淡海乃海 水面が揺れる時） ～被三英傑討厭的不幸之男，朽木基綱的逆襲～（2021年，晴綱、賢政、旁白[64]）

### 朗讀CD
- 神尾晉一郎的朗讀時間 ～穿越上帝的櫃檯～（2019年，神尾晉一郎的雞尾酒晚宴秀原創CD）
- 神尾晉一郎的朗讀時間 ～伊哈托夫之旅～（2020年，神尾晉一郎的雞尾酒晚宴秀原創CD）

### Situation CD
- 年長的男友陪同紳士約會（2020年）

### BLCD
- I HATE（業主）
- 秋山君 -新裝版-（多田）
  - 秋山君 final
- Engage 1（林田）
- （齊藤厚）
- （黑瀨望海）
- （樒大祐）
- Sweet Room Escape（阿爾布雷希特·茨威格）
- 貓與角宿2（福永充）
- 閉著眼也能看見光（警察官）
- Blue Sky Complex（小比類卷知羽）
- （大地）
- YURICHIN☆卷邊部 4（秋澤）
  - YURICHIN☆卷邊部 5
- Love Me, Love My Dog（簔原）
- （泰德）

### 廣播劇
- 青春冒險（日语：青春アドベンチャー）
  - 我不選擇愛情電影（2013年）
  - 我們的太空船（2013年）
  - 尼科伊納餐廳（2015年）
  - 食人熊與持火繩槍的少女（2015年）
  - 雙子島的秘密（2015年）—飾 蟬島老師
  - 克拉弗特（2016年）—飾 米迦勒
- FM劇院（日语：FMシアター）
  - NHK銀之文藝獎2012最優秀得獎作品「在故鄉等待」（2012年）—飾 醫生
  - 防砂林（2014年）—飾 副教授
  - 沉默與音樂盒（2015年）—飾 廣播
  - 藍翼沉睡（2017年）
- 精選
  - 希望（2013年）—飾 新子的父親
  - 日本滾動日 ～淺草回顧青春物語～（2015年）
- 櫻花橋919（日语：サクラバシ919）
  - 災厄筆記（日语：マガツノート）
    - Season:1～3（2022年[65]—2023年）
    - 戰Season 壹st～參rd（2022年[66]—2024年）
    - Season:1.5～2.5 陣營別有聲劇（2022年—2023年）
    - 番外篇 武將電台（2022年—2024年）
- 逝世150週年特別廣播劇「島義勇 ～札幌奠基者～」（2025年，FM佐賀（日语：エフエム佐賀）、FM北海道（日语：エフエム北海道））—飾 島義勇

### 有聲書
- （2018年，朗讀[67]）
- （2020年，莫汀[68]）
- （2020年，朗貝爾·德拉克洛瓦[69]）
- （2021年，呂布、張飛 等[70]）
- invert 城塚翡翠倒敘集（日语：invert 城塚翡翠倒叙集）（2022年，雲野泰典[71]）

### 外語配音

#### 電影
- 歸來（2011年）
- 怒火狂飆（2011年）
- 無限（英语：Infini）（2016年）
- 血色珍珠（2023年，放映員〈大衛·科倫斯韋〉）
- 滯留生（2024年，安格斯·塔利〈多明尼克·塞薩（英语：Dominic Sessa）〉[72]）

#### 電視影集
- 相對宇宙（2019年，伊恩·蕭〈尼古拉斯·平諾克（英语：Nicholas Pinnock）〉）
- 碎片（英语：Debris (TV series)）（2021年，阿拉特[73]）
- 破案三人行（2022年，山姆〈賈布克·楊-懷特（英语：Jaboukie Young-White）〉[74]）
- 雨傘學院（波哥〈亞當·戈德利（英语：Adam Godley）〉）

#### 動畫
- 蘋果核戰記：阿爾法（2015年）
- 湯瑪士小火車（2017年，喬船長）
  - 湯瑪士與朋友們：全員出動！（英语：Thomas & Friends: All Engines Go）（2022年—，哈羅德[75]）
    - 湯瑪士小火車：我珍貴的朋友（日语：きかんしゃトーマス ぼくのたいせつなともだち）（2025年，哈羅德[76]）
- 北海小英雄：魔劍傳奇（2020年，烏魯梅[77]）
- 樂高好朋友（英语：Lego Friends）
- （2023年，塔奇[78]）
- 全職高手之巔峰榮耀（2023年，韓文清[79]）
- 壞蛋聯盟系列（2023年—2024年，狼先生）
  - 壞蛋聯盟：壞壞過聖誕（英语：The Bad Guys: A Very Bad Holiday）[80]
  - 壞蛋聯盟：偷偷來搞鬼（英语：The Bad Guys: Haunted Heist）[81]
- 樂高皮克斯：積木大冒險（日语：LEGO ピクサー:ブリックトゥーンズ）（2024年，H·J·霍利斯）

### 數位漫畫
- （2022年，沃爾夫[82]）
- （2022年，大神清司[83]）
- （2022年，斯巴達克斯[84]）
- （2023年，湯川海斗[85]）
- （2023年，奧村大樹[86]）

### 廣播節目
※記號表示網路廣播。
- &CAST!!!時間 愛的宴會！（日语：&CAST!!!アワー ラブランチ!）（2018年—2020年，&CAST!!!（日语：&CAST!!!））—週五主持人 ※
  - ComicFesta Radio 成年人不懂如何戀愛！但是你應該知道使用無線電！（日语：大人にゃ恋の仕方がわからねぇ!#Webラジオ）（2020年—，音泉）※
- SUNSTAR STARLIGHT HARBOR（日语：STARLIGHT HARBOR）（2021年10月—，FM橫濱（日语：横浜エフエム放送）、FM802（日语：FM802））
- 櫻橋919（日语：サクラバシ919）（大阪電台，2022年4月6日—2025年3月26日）—週三主持人
- （2023年，TOKYO FM）—CHILL DJ[87]

### 電視節目
- Hello Good-bye Days ～音樂製作人佐久間正英的挑戰～（2013年12月，NHK綜合）—旁白、朗讀
- 第122回「太宰治的甘酒」（2014年2月21日，NHK教育）—朗讀
- 而音樂依然保留著 ～製作人佐久間正英“聲音和文字”～（2014年4月，NHK綜合）—旁白、朗讀
- 百萬賣家 ～尾崎豐「十七歲的地圖（日语：十七歳の地図 (曲)）」～（2015年4月24日，BS富士）—解說
- 世界上到處都是你想要的 ～旅行買家極上清單～（日语：世界はほしいモノにあふれてる 〜旅するバイヤー極上リスト〜）（2018年4月12日—，NHK綜合）—解說[88]
- 每個人都在談論的節目 Kataripo TV Match×Voice ♪（2019年4月13日、5月4日，TOKYO MX）[89][90][91][92]
- 高橋南的Sokosoko散步（日语：Life FUN!#高橋みなみのそこそこさんぽ）（2022年5月17日—2023年6月27日，BSJapanext）[93]
- BS1特集（日语：BSスペシャル）「烏克蘭 戰火下的聖誕禮物」（2023年2月12日，NHK BS1）—敘述
- NHK特集「美國職棒大聯盟大谷翔平 ～2023年傳奇、報酬與新篇章」（2023年12月24日，NHK綜合）—敘述
- （2024年4月—）
- 日本地圖秀 ～大家都不知道的神奇地圖～（2024年4月14日，東海電視台、富士電視台）—解說
- 世界充滿了想要的東西（2024年4月29日，NHK BS）—解說
- 聲音中的童話 ～為世界增添色彩的神奇音效～（2025年3月17日，NHK綜合）—飾 廣播劇雪萬藏

### 舞台
- KINDER電影節 旁白放映「RUNWAY」—飾 薩瑟蘭
- 丸福Bombers第1回公演「A Piece Of Cake」（2012年7月18日—26日、APOC theater）—飾 前說、魔術師、演出嘉賓 風祭
- 丸福Bombers第2回公演「歌曲咖啡館」（2012年12月22日—2013年1月6日，APOC theater／1月11日—13日，仙台演劇工房10-BOX（日语：せんだい演劇工房10-BOX））—飾 笹川克俊
- 丸福Bombers呈獻（2013年3月24日，APOC theater）
- 丸福Bombers呈獻（2013年5月25日、26日，APOC theater）—飾 APOC博士
- 丸福Bombers呈獻（2013年7月6日、7日，APOC theater）—飾 APOC博士
- 丸福Bombers呈獻（2013年12月27日、28日，APOC theater）—飾 APOC博士
- 丸福Bombers呈獻（2014年3月27日、28日，APOC theater）—飾 APOC博士
- 丸福Bombers呈獻 簡短素描LIVE vol.1「TIME IS BOMBER」（2014年4月29日、30日，APOC theater）
- 丸福Bombers第4回公演「NO SURPRISE,NO LIFE!」（2014年7月4日—15日，APOC theater／10月24日—25日，仙台演劇工房10-BOX）—飾 若松力也
- 丸福Bombers呈獻（2014年9月23日，APOC theater）—飾 APOC博士
- 丸福Bombers呈獻 簡短素描LIVE vol.2「THE BOMBER IS CAST」（2014年12月5日—7日，APOC theater）
- 丸福Bombers呈獻（2015年3月24日、25日，APOC theater）—飾 APOC博士
- 丸福Bombers第7回公演（2016年5月20日—29日，APOC theater／6月17日—19日，仙台演劇工房10-BOX box-1）
- 丸福Bombers第8回公演「SOULFUL SOUL」（2017年2月1日、3日—5日、7日，APOC theater）
- bpm EXTRA STAGE「TRINITY」Feeling（2017年8月15日—20日，赤坂紅色劇院）[94]
- 丸福Bombers第11回公演（2018年9月19日—25日，APOC theater／2月23日—25日，仙台演劇工房10-BOX）—飾 和真的夥伴
- 激富本公演2021（2021年2月13日—14日，大阪ABC展演廳）[95]
- LIAR GAME murder mystery「爆炸的廢棄工廠 ～犯人的挑戰書～」「斬首酒店 ～最後的宴會～」（2024年6月16日，飛行船劇院（日语：石橋メモリアルホール））[96]
- 朗讀熊貓 第9回公演「完全新版VSR 牡丹灯籠 ～全段通し」（2024年8月10日—12日，OWLSPOT（日语：豊島区立舞台芸術交流センター））—飾 萩原新三郎[97]
- DisGOONie Presents Vol.14 reading mindfulness「chill moratorium」寒意暫停令（2024年9月14日—29日，劇院H（日语：シアターH） 等）[98]
- CCCreation Presents 舞台「黑蜥蜴 ～Burlesque KUROTOKAGE～」（2025年2月8日—16日，國民共濟會館／SPACE ZERO（日语：スペース・ゼロ））—飾 明智小五郎[99][100]

### 朗讀劇
- 日本朗讀學院第4回公演 朗讀劇「推理要在晚餐後」（銀座博品館劇場（日语：博品館劇場））
  - （2018年4月28日、30日）—飾 風祭刑警（都在13:30公演）、影山（都在17:30公演）
  - （2018年5月3日）—飾 風祭刑警（13:30公演）、影山（17:30公演）
- 朗讀劇「以雜耍開始的愛情故事」（2019年11月2日，三越劇場（日语：三越劇場））—飾 北瀨正嗣[101]
- 由語音專家朗讀表演的莎士比亞「羅密歐與茱麗葉」（2019年12月22日，陽光劇場（日语：サンシャイン劇場））—飾 本沃里奧 等[102]
- 日本朗讀學院第6回公演 朗讀劇「原本以為只是手機掉了：被囚禁的殺人魔（日语：スマホを落としただけなのに 囚われの殺人鬼）」（2020年1月11日、19日，銀座博品館劇場）—飾 男人（11日）、桐野良一（19日）
- （2020年8月9日，線上發佈）—飾 城宗也[103]
- 由語音專家表演的日本文學「我是貓 -開始的漱石-」（2020年10月30日、11月1日，紀伊國屋南方劇場 高島屋（日语：紀伊國屋サザンシアター TAKASHIMAYA））—飾 正岡子規、迷亭（30日、1日〈12:30公演〉）、夏目金之助、主人（1日〈18:00公演〉） 等[104]
- 由語音專家朗讀表演的莎士比亞「馬克白」（2020年12月2日，陽光劇場）—飾 馬克白[105]
- 被聲優迷住的日本鬼故事「迷失的靈魂 -小泉八雲的世界-」（2020年12月22日、24日，紀伊國屋南方劇場 高島屋）—飾 小泉八雲 等[106]
- 通過朗讀得到的推理「夏洛克·福爾摩斯 ～那個特別的人～」（2021年1月9日，紀伊國屋南方劇場 高島屋）—飾 約翰·H·華生（13:00公演）、夏洛克·福爾摩斯（19:00公演）[107]
- （2021年1月30日，線上發佈）—飾 神秘蒙面人[108]
- 朗讀劇「原本以為只是手機掉了：戰慄大都會」（2021年3月5日、13日，銀座博品館劇場）—飾 桐野良一（5日、13日〈17:00公演〉）、瀧嶋慎一（13日〈13:00公演〉）[109]
- CCCreation Presents 朗讀劇院Vol.2「RAMPO in the DARK」（2021年6月11日，神田明神展演廳（日语：神田明神ホール））[110]
- 朗讀和能畫的陰陽師和鬼的世界「幽玄朗讀舞 KANAWA」（2021年9月4日，銀座博品館劇場）—飾 安倍晴明[111]
- 朗讀舞劇「Tales of Love 阿七 -最初和最後的愛-」（2021年9月12日，讀賣大手町音樂廳）—飾 吉三郎[112]
- 由語音專家表演的日本文學「三愛一禍」（2021年10月16日，紀伊國屋音樂廳（日语：紀伊國屋ホール））—飾 我 等[113]
- 朗讀劇「小王子」（2021年11月5日，淺草花劇場）—飾 我（飛行士）[114]
- 朗讀劇「如果這世界貓消失了」（2022年6月30日，1010劇場（日语：シアター1010））—飾 我[115]
- 朗讀劇「道林·格雷的畫像」（2023年5月4日，TOKYO FM HALL（日语：TOKYO FM HALL））
- 江戶川亂步 名作朗讀劇「怪人二十面相 -暗黑星-」（2024年2月29日，銀座博品館劇場）[116]
- 朗讀劇「貓譚！ ～貓町怪異奇譚～」（2024年5月10日、12日、17日，OWLSPOT（日语：豊島区立舞台芸術交流センター））—飾 雨宮將太／作太郎[117]
- 朗讀劇「偵探伽利略」（2024年5月19日，EBiS303）—飾 湯川學
- 朗讀劇「巴黎新文藝復興」（2024年7月25日，銀座博品館劇場）[118]
- 朗讀劇「做一場無法醒來的夢。」（2024年9月14日，東京阿爾法劇場）[119]
- SF空想科學朗讀劇「世界大戰」（2025年1月13日，I'M A SHOW）[120]
- eeo Stage「2人朗讀劇」寺島惇太與神尾晉一郎（2025年1月25日，濱離宮朝日音樂廳（日语：浜離宮朝日ホール） 小廳）[121]
- 音樂朗讀劇「蒙面人」 ～來自大仲馬「達塔尼安的故事」～（2025年3月9日，銀座博品館劇場）—飾 阿拉米斯 等[122][123]
- 朗讀劇「貓譚！貳 PLUS ～貓町怪異奇譚～」假面遊戲殺貓事件（2025年6月20日，OWLSPOT）—飾 雨宮將太[124][125]
- 朗讀劇「ROOM」2025（2025年7月5日、6日，太陽購物中心劇院（日语：シアターサンモール））[126]
- 朗讀劇「天上的彩虹」壬申之亂篇（2025年7月27日，OWLSPOT）—飾 大海人皇子[127]
- 岩井秀人（WARE）企劃製作（2025年8月6日〈預定〉，草月會館（日语：草月ホール））[128]
- VISIONARY READING「三島由紀夫書信教室（日语：三島由紀夫レター教室#朗読劇）」（2025年10月12日〈預定〉，紀伊國屋音樂廳）—飾 山鳶夫[129]

### 落語
- （2021年4月18日，CARATO71）[130]
- （2021年10月17日，CARATO71）[131]

### 廣告
- Suntoryfoods（日语：サントリーフーズ）『CRAFT BOSS（日语：ボス (コーヒー)）×雙層公寓 「9th WEEK MILK TEA COMING」篇』（2019年，第2代布朗[132][133]）
- Takara Leben 2019（日语：MIRARTHホールディングス）
- 聯合利華『LUX』 品牌特設網站
  - （2021年10月—）—飾 家庭酒吧老闆[134]
  - [注 2]

### PV
- PV（2020年，解說[136]）
- 鏈式防守（日语：カテナチオ (漫画)） 第1冊發行PV（2023年，嵐木八咫郎[137]）
- 百鬼調書 點這裡進行神秘調查 第1冊發行紀念PV（2023年，椚[138]）

### 網路節目
- 神尾晉一郎的雞尾酒晚宴秀（niconico，2019年4月—）
- 晉廚的美好小課程（cookpadLive，2020年1月—）
- 神尾晉一郎的Game & Reading Night（OPENREC.tv，2020年4月—）

### 其它
- BURNS SKOOL（日语：BURNS SKOOL）（2021年，沙鳥充生[139][140]）
- 歡迎來到妄想營業部❤（日语：ようこそ妄想営業部へ❤）（2021年—2023年，晉一郎·神尾）
- 迪士尼 & 皮克斯角色 Dream Switch2（2021年，日本語說書人[141]）
- 語音食譜♪早餐 #20 神尾晉一郎的用聲音創作「新加坡咖椰吐司」（2021年）[142]
- SUN AUDITION ～來創造你的聲優故事吧！～（日语：SUN AUDITION 〜君の声優ストーリーをつくろう!〜）（2022年，節目主持人）
- 鐵槌教師 角色特別聲音（2022年，羅華鎮[143]）
- 阿斯托利亞的跡象 -阿爾菲斯的最後事件- 朗讀動畫（2023年，獨白[144]）
- Tonight with the Impressionists Paris 1874 -與印象派畫家共度夜晚-（2025年，皮耶-奧古斯特·雷諾瓦[145]）

## 音樂作品

### 角色歌曲
| 發行日期 | 商品名稱                                                              | 歌                                                                                          | 樂曲                                                                  | 備註                                                              |
| 2015年   | 2015年                                                                | 2015年                                                                                      | 2015年                                                                | 2015年                                                            |
| -------- | --------------------------------------------------------------------- | ------------------------------------------------------------------------------------------- | --------------------------------------------------------------------- | ----------------------------------------------------------------- |
| 11月25日 | 偶像夢幻祭！ 組合歌曲CD Vol.4 紅月                                    | 紅月                                                                                        | 「」 「」                                                             | 遊戲《偶像夢幻祭！》相關歌曲                                      |
| 2016年   |                                                                       |                                                                                             |                                                                       |                                                                   |
| 10月26日 | 偶像夢幻祭！ 組合歌曲CD 2nd Vol.04 紅月                               | 紅月                                                                                        | 「」 「」                                                             | 遊戲《偶像夢幻祭！》相關歌曲                                      |
| 2017年   |                                                                       |                                                                                             |                                                                       |                                                                   |
| 8月9日   | 偶像夢幻祭！ 組合歌曲CD 3rd Vol.02 Knights                            | Knight Killers                                                                              | 「Crush of Judgment」                                                 | 遊戲《偶像夢幻祭！》相關歌曲                                      |
| 11月8日  | 偶像夢幻祭！ 組合歌曲CD 3rd Vol.08 紅月                               | 紅月                                                                                        | 「」 「」                                                             | 遊戲《偶像夢幻祭！》相關歌曲                                      |
| 11月15日 | BAYSIDE M.T.C                                                         | 毒島梅森理鶯（神尾晉一郎）                                                                  | 「What’s My Name？」                                                  | 角色CD《催眠麥克風》相關歌曲                                      |
| 2018年   |                                                                       |                                                                                             |                                                                       |                                                                   |
| 5月16日  | Buster Bros!!! VS MAD TRIGGER CREW                                    | Buster Bros!!!、MAD TRIGGER CREW                                                            | 「WAR WAR WAR」                                                       | 角色CD《催眠麥克風》相關歌曲                                      |
| 5月16日  | Buster Bros!!! VS MAD TRIGGER CREW                                    | MAD TRIGGER CREW                                                                            | 「Yokohama Walker」                                                   | 角色CD《催眠麥克風》相關歌曲                                      |
| 6月27日  | 偶像夢幻祭！專輯系列 紅月                                             | 紅月                                                                                        | 「」                                                                  | 遊戲《偶像夢幻祭！》相關歌曲                                      |
| 6月27日  | 偶像夢幻祭！專輯系列 紅月                                             | 鬼龍紅郎（神尾晉一郎）                                                                      | 「Crimson Soul」                                                      | 遊戲《偶像夢幻祭！》相關歌曲                                      |
| 10月24日 | 偶像夢幻祭！專輯系列 MaM                                              | MaM［三毛縞斑（鳥海浩輔）］ with 紅月                                                       | 「」                                                                  | 遊戲《偶像夢幻祭！》相關歌曲                                      |
| 11月14日 | MAD TRIGGER CREW VS 麻天狼                                            | MAD TRIGGER CREW、麻天狼                                                                    | 「DEATH RESPECT」                                                     | 角色CD《催眠麥克風》相關歌曲                                      |
| 11月14日 | MAD TRIGGER CREW VS 麻天狼                                            | MAD TRIGGER CREW                                                                            | 「Yokohama Walker（Triple Trippin' remix）」                          | 角色CD《催眠麥克風》相關歌曲                                      |
| 2019年   |                                                                       |                                                                                             |                                                                       |                                                                   |
| 4月24日  | Enter the Hypnosis Microphone                                         | Division All Stars                                                                          | 「Hoodstar」 「」 「」                                                | 角色CD《催眠麥克風》相關歌曲                                      |
| 4月24日  | Enter the Hypnosis Microphone                                         | MAD TRIGGER CREW                                                                            | 「」                                                                  | 角色CD《催眠麥克風》相關歌曲                                      |
| 8月14日  | Stars' Ensemble！                                                     | 夢之Dream Stars                                                                             | 「Stars' Ensemble！」                                                 | 電影動畫《偶像夢幻祭！》片頭主題曲                                |
| 9月5日   | 催眠麥克風 -Alternative Rap Battle-                                   | Division All Stars                                                                          | 「」                                                                  | 遊戲《催眠麥克風 -Alternative Rap Battle-》主題歌                 |
| 9月25日  | 偶像夢幻祭！ ED主題曲集 vol.2                                         | 紅月                                                                                        | 「」                                                                  | 電視動畫《偶像夢幻祭！》片尾主題曲                                |
| 2020年   |                                                                       |                                                                                             |                                                                       |                                                                   |
| 1月29日  | MAD TRIGGER CREW -Before The 2nd D.R.B-                               | 毒島梅森理鶯（神尾晉一郎）                                                                  | 「2DIE4」                                                             | 角色CD《催眠麥克風》相關歌曲                                      |
| 3月25日  | JAZZ-ON！Sessions Raining Cats                                        | 星乃零（亞瑟·朗恩斯伯里）、九鬼曉（神尾晉一郎）                                             | 「Lonely Junction」                                                   | 角色CD《JAZZ-ON!》相關歌曲                                        |
| 4月25日  | 催眠麥克風 -Division Rap Battle- side B.B & M.T.C 第3卷限定版特典CD   | 入間銃兔（駒田航）、毒島梅森理鶯（神尾晉一郎）                                              | 「Private Time」                                                      | 漫畫《催眠麥克風 -Division Rap Battle- side B.B & M.T.C》相關歌曲 |
| 7月17日  | Survival of the Illest                                                | Division All Stars                                                                          | 「Survival of the Illest」                                            | 遊戲《催眠麥克風 -Alternative Rap Battle-》片頭主題曲             |
| 8月26日  | BRAND NEW STARS!!                                                     | ES All Stars                                                                                | 「BRAND NEW STARS!!」                                                 | 遊戲《偶像夢幻祭!!》主題歌                                        |
| 8月26日  | BRAND NEW STARS!!                                                     | ES All Stars                                                                                | 「Walk with your smile」                                              | 遊戲《偶像夢幻祭!!》相關歌曲                                      |
| 9月2日   | 催眠麥克風 -Division Rap Battle- Official Guide Book 初回限定版特典CD | Division All Stars                                                                          | 「SUMMIT OF DIVISIONS」                                               | 角色CD《催眠麥克風》相關歌曲                                      |
| 11月1日  | HYPSTER'S LIMITED                                                     | Division All Stars                                                                          | 「」 「」 「」                                                        | 角色CD《催眠麥克風》相關歌曲                                      |
| 2021年   |                                                                       |                                                                                             |                                                                       |                                                                   |
| 1月13日  | Straight Outta Rhyme Anima                                            | Division All Stars                                                                          | 「」                                                                  | 電視動畫《催眠麥克風 -Division Rap Battle-》Rhyme Anima片頭主題曲 |
| 1月13日  | Straight Outta Rhyme Anima                                            | Division All Stars                                                                          | 「絆」                                                                | 電視動畫《催眠麥克風 -Division Rap Battle-》Rhyme Anima片尾主題曲 |
| 1月13日  | Straight Outta Rhyme Anima                                            | Division All Stars                                                                          | 「Rhyme Anima's Mixtape」                                             | 電視動畫《催眠麥克風 -Division Rap Battle-》Rhyme Anima劇中RAP    |
| 1月13日  | Straight Outta Rhyme Anima                                            | MAD TRIGGER CREW                                                                            | 「RED ZONE (Don't test da Master)」 「Bayside-Suicide」               | 電視動畫《催眠麥克風 -Division Rap Battle-》Rhyme Anima劇中RAP    |
| 1月13日  | Straight Outta Rhyme Anima                                            | Buster Bros!!!、MAD TRIGGER CREW                                                            | 「D.R.B Rhyme Anima -1st Battle- Buster Bros!!! VS MAD TRIGGER CREW」 | 電視動畫《催眠麥克風 -Division Rap Battle-》Rhyme Anima劇中RAP    |
| 1月13日  | Straight Outta Rhyme Anima                                            | MAD TRIGGER CREW、麻天狼                                                                    | 「D.R.B Rhyme Anima -Final Battle- MAD TRIGGER CREW VS 麻天狼」       | 電視動畫《催眠麥克風 -Division Rap Battle-》Rhyme Anima劇中RAP    |
| 3月24日  | 偶像夢幻祭!! ES偶像歌曲 season1 紅月                                  | 紅月                                                                                        | 「」 「BRAND NEW STARS!!」                                            | 遊戲《偶像夢幻祭!!》相關歌曲                                      |
| 3月24日  | Fling Posse VS MAD TRIGGER CREW                                       | Fling Posse、MAD TRIGGER CREW                                                               | 「Reason to FIGHT」                                                   | 角色CD《催眠麥克風》相關歌曲                                      |
| 3月24日  | Fling Posse VS MAD TRIGGER CREW                                       | MAD TRIGGER CREW                                                                            | 「HUNTING CHARM」                                                     | 角色CD《催眠麥克風》相關歌曲                                      |
| 4月23日  | 催眠麥克風 -Glory or Dust-                                            | Division All Stars                                                                          | 「」                                                                  | 角色CD《催眠麥克風》相關歌曲                                      |
| 6月18日  | Survival of the Illest +                                              | Division All Stars                                                                          | 「Survival of the Illest +」                                          | 遊戲《催眠麥克風 -Alternative Rap Battle-》片頭主題曲             |
| 6月23日  | FUSIONIC STARS!!                                                      | ES All Stars                                                                                | 「FUSIONIC STARS!!」                                                  | 遊戲《偶像夢幻祭!!》相關歌曲                                      |
| 7月16日  | Hang out！                                                            | Division All Stars                                                                          | 「Hang out！」                                                        | 遊戲《催眠麥克風 -Alternative Rap Battle-》主題歌                 |
| 9月8日   | Buster Bros!!! VS 麻天狼 VS Fling Posse                               | Division All Stars                                                                          | 「Hoodstar +」 「2nd D.R.B NON-STOP DIVISION MIX」                    | 角色CD《催眠麥克風》相關歌曲                                      |
| 12月9日  | 偶像夢幻祭!! FUSION UNIT SERIES 05 UNDEAD × 紅月                      | UNDEAD、紅月                                                                                | 「PERFECTLY-IMPERFECT」                                               | 遊戲《偶像夢幻祭!!》相關歌曲                                      |
| 12月9日  | 偶像夢幻祭!! FUSION UNIT SERIES 05 UNDEAD × 紅月                      | 紅月                                                                                        | 「FUSIONIC STARS!!」                                                  | 遊戲《偶像夢幻祭!!》相關歌曲                                      |
| 2022年   |                                                                       |                                                                                             |                                                                       |                                                                   |
| 1月19日  | 偶像夢幻祭!! ES偶像歌曲 season2 紅月                                  | 紅月                                                                                        | 「月光奇譚」 「」                                                     | 遊戲《偶像夢幻祭!!》相關歌曲                                      |
| 8月2日   | 災厄筆記 1st Single「DEVIL ASYLUM」                                   | 政宗（峯田大夢)、秀吉（小笠原仁）、光秀（岡本信彥）、家康（美藤大樹）、織田信長（神尾晉一郎） | 「DEVIL ASYLUM」                                                      | 《災厄筆記》相關歌曲                                              |
| 8月2日   | 災厄筆記 1st Single「DEVIL ASYLUM」                                   | 政宗（峯田大夢）、織田信長（神尾晉一郎）                                                      | 「」                                                                  | 《災厄筆記》相關歌曲                                              |
| 2023年   |                                                                       |                                                                                             |                                                                       |                                                                   |
| 1月31日  | 災厄筆記 1st 完整專輯「魂響」                                         | 第六天魔王軍（織田信長（神尾晋一郎）、蘭丸（土岐隼一））                                    | 「」                                                                  | 《災厄筆記》相關歌曲                                              |
| 8月13日  | 災厄筆記 戰CD《荒魂大祭》feat.逆鱗「回憶盡頭的沉睡」                  | 織田信長（神尾晉一郎）                                                                      | 「」                                                                  | 《災厄筆記》相關歌曲                                              |
| 2024年   |                                                                       |                                                                                             |                                                                       |                                                                   |
| 6月26日  | Stars' Ensemble！                                                     | 夢之Dream Stars                                                                             | 「Stars' Ensemble！」                                                 | 遊戲《偶像夢幻祭!!》相關歌曲                                      |
| 6月26日  | BRAND NEW STARS!!                                                     | ES All Stars                                                                                | 「BRAND NEW STARS!!」 「Walk with your smile」                        | 遊戲《偶像夢幻祭!!》相關歌曲                                      |
| 6月26日  | FUSIONIC STARS!!                                                      | ES All Stars                                                                                | 「FUSIONIC STARS!!」                                                  | 遊戲《偶像夢幻祭!!》相關歌曲                                      |

## 腳註

## 外部連結
- 神尾晉一郎 （日語）—81 Produce公式官網
- 神尾晉一郎的X（前Twitter） （日語）
- 神尾晉一郎的Instagram帳戶 （日語）
- 神尾晉一郎｜丸福Bombers （日語）
- ，存于 （日語）—niconico頻道